# 캐시 라이크스

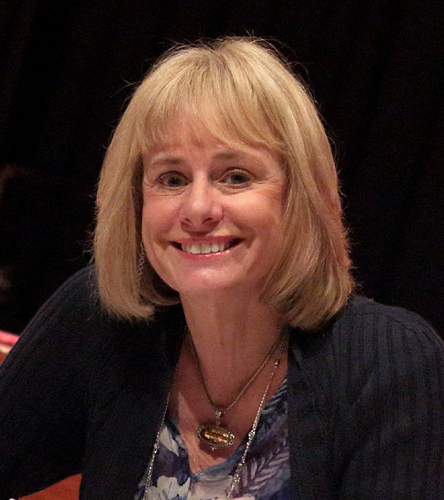
캐시 라이크스

캐슬린 조앤 톨 "캐시" 라이크스(영어: Kathleen Joan Toelle "Kathy" Reichs, 1948년 7월 7일 ~ )는 미국의 법인류학자, 범죄 소설가이다. 본인의 법인류학자로 일하면서 떠오른 아이디어를 바탕으로 쓴 범죄 소설 시리즈이자, TV 드라마 《본즈》의 원작이 된 '템퍼런스 브레넌'로 유명하다.
시카고 태생으로 어릴 적부터 고고학과 미스터리 소설을 좋아했다. 대학에서 법인류학을 전공한 뒤 노스웨스턴 대학교에서 박사학위를 받고, 이후 샬럿의 노스캐롤라이나 대학교에서 법인류학 교수로 일하고 있다.